# Spoorlijn Offenburg - Singen
De spoorlijn Offenburg - Singen am Hohentwiel ook wel Schwarzwaldbahn of Badische Schwarzwaldbahn genoemd is een Duitse spoorlijn tussen Offenburg en Singen am Hohentwiel in de Duitse deelstaat Baden-Württemberg. De lijn is als spoorlijn 4250 onder beheer van DB Netze.
Niet te verwisselen met de minder bekende Schwarzwaldbahn tussen Stuttgart-Zuffenhausen en Calw.

## Geschiedenis
Er lagen drie plannen met Offenburg als startpunt en Singen am Hohentwiel als bestemming:
- de Bregtallinie over Furtwangen en langs de Donau
- de Sommeraulinie over Hornberg en Triberg
- de Schiltachlinie over Wolfach, Schiltach en Schramberg.

De Bregtallinie werd al snel als te moeilijk verworpen. De Schiltachlinie was weliswaar de eenvoudigst te bouwen variant, maar was politiek niet haalbaar: de lijn liep volledig over Badens grondgebied en dat was niet acceptabel voor de Württembergse stad Schramberg. Uiteindelijk is voor de Sommeraulinie gekozen.
De werkzaamheden aan het traject tussen Offenburg en Hausach en op het traject tussen Engen en Singen am Hohentwiel begonnen in april 1865. In 1866 werd het traject tussen Offenburg en Hausach en op het traject tussen Engen en Singen am Hohentwiel geopend. Na de Duits/Franse oorlog werd in 1870 de bouw van het tussenliggende traject voortgezet en op 10 november 1873 geopend.
In 1888 werd het tweede spoor tussen Hausach en Villingen voltooid.

### Modelspoorbaan
Tegenover het station van Hausach is in een voormalige autogarage een modelspoorbaan met de Schwarzwaldbahn als motief in de schaal H0 opgebouwd. De modelbaan heeft een lengte van meer dan 1300 meter en een oppervlakte van 400 m² en bestond op deze locatie tot de zomer van 2019.

## Treindiensten

### DB
De Deutsche Bahn verzorgt het personenvervoer op dit traject met IRE / RB treinen.
De InterRegioExpress-treinen bestaan sinds 10 december 2006 uit een duw-trektrein met elektrische locomotief Baureihe 146.1 en geclimatiseerde dubbeldeks rijtuigen.

### Südwestdeutsche Verkehrs AG
De Südwestdeutsche Verkehrs AG verzorgd met treinen van het type Regio-Shuttle het regionaal personenvervoer op de trajecten:
- Harmersbachtalbahn: Biberach (Baden) - Oberharmersbach-Riersbach

### Ortenau-S-Bahn
De Ortenau-S-Bahn GmbH verzorgt sinds 1998 met treinen van het type Regio-Shuttle het regionaal personenvervoer op de trajecten:
- Schwarzwaldbahn: Offenburg - Hausach
- Kinzigtalbahn: (Offenburg - ) Hausach - Freudenstadt Hbf

### Hohenzollerische Landesbahn
De Hohenzollerische Landesbahn (HzL) verzorgt het regionaal personenvervoer sinds 2003 in de regio Schwarzwald-Baar-Heuberg met drie ringlijnen met Blumberg, Tuttlingen, Rottweil, Villingen-Schwenningen, Donaueschingen en Bräunlingen als eindpunt.

### SBB GmbH
De Seehas is een regionale stoptreindienst bedreven door SBB GmbH tussen Konstanz over de Hochrheinbahn naar Singen (Hohentwiel) en over de Schwarzwaldbahn naar Engen.
Hiervoor worden door SBB GmbH treinen van het type RABe 526 gebruikt.

## Aansluitingen
In de volgende plaatsen was of is er een aansluiting van de volgende spoorwegmaatschappijen:

### Offenburg
- Rheintalbahn, spoorlijn tussen Mannheim Hbf en Basel Bad.bf
- HSL Karlsruhe – Basel, spoorlijn tussen Karlsruhe en Basel

### Hausach
- Kinzigtalbahn, spoorlijn tussen Hausach en Freudenstadt

### Villingen (Schwarzwald)
- Rottweil - Villingen, spoorlijn tussen Rottweil en Villingen

### Donaueschingen
- Donautalbahn, spoorlijn tussen Ulm en Donaueschingen
- Höllentalbahn, spoorlijn tussen Freiburg en Donaueschingen
- Bregtalbahn, spoorlijn tussen Donaueschingen en Bräunlingen (– Furtwagen)

### Immendingen
- Donautalbahn, spoorlijn tussen Ulm en Donaueschingen

### Hattingen (Baden)
- Gäubahn, spoorlijn tussen Stuttgart en Singen (Hohentwiel)

### Singen am Hohentwiel
- Gäubahn, spoorlijn tussen Stuttgart en Singen (Hohentwiel)
- Hochrheinbahn, spoorlijn tussen Basel Bad.Bf en Konstanz
- Etzwilen - Singen, spoorlijn tussen Etzwilen en Singen (Hohentwiel)

## Elektrische tractie
Het traject werd op 25 september 1977 geëlektrificeerd met een spanning van 15.000 volt 16 2/3 Hz wisselstroom.
Dit had gevolgen voor de treindienst. Het aantal doorgaande treinen werd beperkt. Bij de ombouw van de tunnels werden de sporen lager dan oorspronkelijk aangelegd. Tevens werd op die gedeeltes met diesellocomotieven enkelspoor gereden.